# Бузинний Арсеній Максимович
Арсеній Максимович Бузи́нний (нар. 20 травня 1877, Кирдани — пом. ?) — український художник.

## Біографія
Народився 8 [20] травня 1877 року в селі Кирданах  (нині Білоцерківський район Київської області, Україна). До 1910 року навчався у Київському художньому училищі.
Упродовж 1913—1923 років брав участь у київських мистецьких виставках.

## Твори
- «Видубицький монастир»;
- «Оранжерея»;
- «Млин».